# 慧照寺 (北京东四十三条)
慧照寺是位于中国北京市东城区东四十三条的一座佛寺。

## 历史

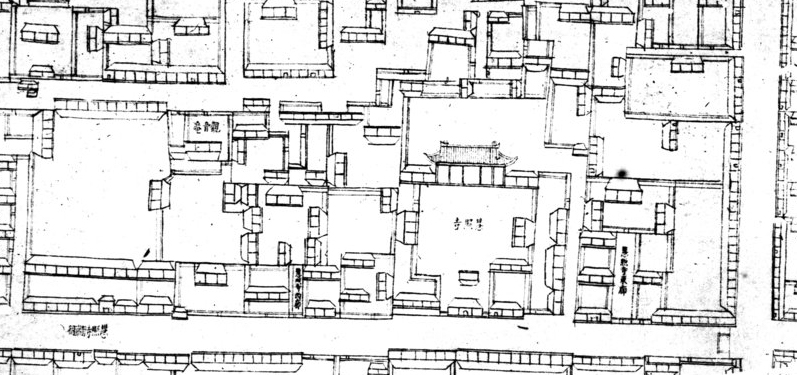
《乾隆京城全图》中的慧照寺。慧照寺东、西方向分别有“慧照寺东廊下”、“慧照寺西廊下”。慧照寺南的胡同为“慧照寺胡同”。

慧照寺是明朝成化十七年（辛丑年，1481年）在明朝永宁伯谭广的故宅上建成。《钦定日下旧闻考·卷四十八·城市内城东城四》载：
原慧照寺、福安寺、正觉寺俱有敕建碑（明《顺天府志》）。臣等谨按：慧照寺今存，其胡衕即以寺名。明成化辛丑，僧庭佑得永宁伯谭氏故宅，辟为焚修之所。太监阎兴奏闻，赐额。有弘治十年碑，尚存寺中。
今东四十三条东段，旧称“慧照寺胡同”，即因慧照寺而得名。
慧照寺现已变为居民居住的大杂院。现存一通明朝石碑，被砌筑在门道的墙壁中，此碑为《慧照寺修建记》，落款为明弘治十年，即1497年。